# Franck Lundangi
Franck Lundangi, né en 1958 à Maquela Do Zombo, en Angola, est un peintre, sculpteur, poète et philosophe.

## Biographie
Franck K. Lundangi n'a que trois ans lorsqu'il quitte son pays natal avec sa famille pour échapper à la guerre civile ; ils s’expatrient en ex-Zaïre. Vingt-deux ans plus tard Frank Lundangi rentre en Angola où, pratiquant le football, il intègre durant cinq ans l'équipe nationale, avant de gagner le Gabon. Sa carrière sportive s’achève peu après sa venue en France, en 1990, à cause de problèmes de santé. Il y rencontre sa femme, Catherine, à la suite de diverses participations à des groupes d’artistes.
Franck Lundangi avait montré très tôt ses aptitudes artistiques à l’école, plus particulièrement en dessin. Le fait de voir sa femme avoir une pratique artistique le mène naturellement à faire de même. Il commence par le dessin en 1990, se met à la peinture en 1995 et aborde en 2000 la sculpture à partir de vieux bois morts trouvés sur les rives de la Loire. Il a séjourné dans diverses résidences d’artistes : la Métive, la Fondation Dufraine (1994-1998), le château de Trousse-Barrière (2000-2001). En 2001 il s'installe à Briare, dans le Loiret.
Après avoir participé à de nombreuses expositions collectives, Franck Lundangi est sélectionné pour Africa Remix, art contemporain d'un continent, « la plus vaste exposition d'art contemporain africain jamais présentée en Europe » (Düsseldorf, Londres, Paris, Stockholm), au Japon et en Afrique du Sud.

## L'œuvre
Franck Lundangi façonne un monde à la fois humble, jovial, et imaginatif. Il met en place une Afrique du souvenir et du songe. À travers un graphisme fin et fluide et des couleurs vives en aplats, il parvient à concilier dans ses diverses productions fragilité et force, ce qui révèle une grande pureté, mais aussi de la fraîcheur.

## Citations
- « J’aime le silence, j’espère que ma peinture reflètera ce silence, cette paix intérieure que j’essaie de maintenir. »
- « Je recherche une unité harmonieuse entre l’esprit, l’homme et la nature. J’essaie toujours de travailler dans le sens de cette unité et de fondre ensemble toutes les choses qui nous entourent. »

## Jugement
- « C'est une Afrique imaginaire, territoire du rêve et du souvenir, qui prend corps spontanément dans les images éclatantes de Lundangi, un univers graphique et pictural d'une simplicité pleine d'élégance où la nature, les corps, le mouvement sont schématisés dans des raccourcis audacieux d'une grande force et d'une grande beauté. »

Laurent Danchin

## Expositions personnelles
- 1997 : Paris, galerie Afrique à Cœur
- 1998 : Paris, Ambassade de la République d’Angola en France
- 1999 : L’Isle sur Sorgue, galerie d’art Contemporain Artshop
- 2002 : Saint-Étienne du Rouvray, INSA
- 2002 : Paris, galerie Mailletz
- 2003 : Paris, Instituto Camoes
- 2003 : Paris, galerie de la Halle Saint-Pierre
- 2004 : Paris, Salle Miro, UNESCO
- 2004 : Château de Trousse-Barrière, Briare (Loiret), La Maison des sens
- 2004 : Marignier, Haute-Savoie, Bibliothèque municipale
- 2005 : Milan, galleria Tonelli
- 2006 : Morgat, galerie Picot-Le Roy, Paris
- 2007 : Paris, Agence Française de Développement
- 2008 : Aubagne, galerie des Pénitents noirs
- 2010 : Paris, ADEIAO, Maison des sciences de l'homme, Ludangi, peintre, graveur et sculpteur

## Expositions collectives
- 2017:  In and Out of Africa, Núcleo de Arte de Oliva Creative Factory, São João da Madeira, Portugal
- 1996 : Église de la Villetertre, Oise
- 1997 : Paris, Grand Marché d’art Contemporain
- 1997 : Paris la Défense, Ouverture, regards du monde
- 1997 : Paris, Galerie Élysées Rond-point, Noël des arts
- 1998 : Le Mans, Manifestation Art Contemporain Week Art Le Mans
- 1998 : Paris, musée atelier Roy Adzak, Dialogue
- 1998 : Paris, Galerie Saint Charles de Rose
- 1999 : Paris, Galerie Maine Durieu
- 2000 : Séoul, Corée du sud, Galerie Munhwadoknibkuk
- 2000 : Pignans (Var), L'Atelier, centre d'art et d'échanges culturels, Art contemporain en Afrique
- 2000 : Paris, Vœux d'artistes
- 2000 : Paris, Centre culturel de la clinique Victor Hugo
- 2000 : Paris, Forum de Grenelle, 25e Anniversaire de l'indépendance d'Angola
- 2000 : Paris, Espace I.B.F
- 2000 : Wesport, États-Unis, Paris Art show
- 2001 : Paris, Drouot Richelieu
- 2001 : Laval, Musée - École de la Perrine, 3e Biennale internationale de Laval
- 2002 : Paris, Musée de la Halle Saint Pierre, Aux Frontières de l'art brut
- 2002 : Oyonnax, Centre culturel Aragon, Voyageurs imaginaires
- 2003 : Chamalières, 6e Triennale mondiale de l’estampe petit format
- 2004 : Musée Wittstock, Allemagne
- 2004 : Düsseldorf, Allemagne, Museum Kunst Palast, Africa Remix
- 2004 : Laval, Chapelle Saint-Julien, Résonances Africaines
- 2005 : Evora, Portugal, Palacio D. Manuel, As Portas do Mundo
- 2005 : Paris, Centre Georges Pompidou, Africa Remix, 2005
- 2005 : Londres, Hayward Gallery, Africa Remix
- 2005 : Paris, Musée de la Halle Saint-Pierre, Liaisons Africaines
- 2005 : Genève, Suisse, Galerie une sardine collée au mur
- 2006 : Stockholm, Suède, Moderna Museet, Africa remix
- 2006 : Tokyo, Japon, Mori Art Museum, Africa remix
- 2006 : Montélimar, Musée de la miniature
- 2006 : Guéret, Limousin, Musée
- 2006 :  Ville-Marie, Québec, Canada, 8e Biennale internationale d’art miniature
- 2006 : Chamalières, Auvergne, 7e Mondial de l’Estampe et de la Gravure Originale - Triennale de Chamalières
- 2007 : Rivoli, Italie, Musée d'art contemporain du château de Rivoli
- 2007 : Johannesburg, Afrique du Sud, Johannesburg Art Gallery, Africa Remix
- 2007 : Versailles, 6e Biennale internationale de la gravure d’Ile-de-France
- 2007 : Neumünster, Allemagne, Centre culturel de l'Abbaye de Neumünster, As portas do Mondo
- 2008 : Viroflay, Galerie À l’Écu de France, Esprits d’Afrique
- 2008 : Boulogne-Billancourt, Espace Landowski, Un monde Toucouleur
- 2009 : St Denis de la Réunion, Rouge Gorge, Galerie Béatrice Binoche
- 2009 : Apt, Fondation Blachère, Animal, anima
- 2009 : Cremona, Italie, 6e Biennale internationale de la gravure, L’Arte e il Torchio
- 2009 : Briaire, Château de Trousse-Barrière